# Капрара д'Абруцо (Пескара)
Капрара д'Абруцо (итал. Caprara d'Abruzzo) је насеље у Италији у округу Пескара, региону Абруцо.
Према процени из 2011. у насељу је живело 735 становника. Насеље се налази на надморској висини од 123 м.